# Mill Reef
Mill Reef (1968-1986) est un cheval de course pur-sang anglais. Considéré comme l'un des plus grands champions de l'histoire des courses, il est membre du Hall of Fame des courses britanniques.

## Carrière de courses
Propriété de l'écurie Rokeby appartenant à son éleveur, le philanthrope américain Paul Mellon, Mill Reef est envoyé en décembre 1969 courir en Angleterre aux soins de l'entraîneur Ian Balding et du jockey Geoff Lewis, qui sera son seul partenaire en course. En 1970, à deux ans, Mill Reef effectue des débuts victorieux dans les Salisbury Stakes qu'il remporte de quatre longueurs, puis il s'impose par six longueurs dans les Coventry Stakes, sur 1 200 mètres. Son entourage décide alors de l'envoyer en France, pour disputer le Prix Robert Papin sur 1 100 mètres à Maisons-Laffitte. Après un voyage difficile, il est battu d'un nez par un autre phénomène anglais, My Swallow, un immense poulain qui contraste avec son modèle petit mais harmonieux. De retour en Angleterre, il est annoncé dans les Gimcrack Stakes, sur 1 200 mètres à York. Une pluie torrentielle ayant transformé pendant la nuit la piste en bourbier, son entraîneur Ian Balding envisage de ne pas l'aligner au départ, mais Paul Mellon affirme: "Laissez-le courir, j'ai le sentiment que ça va bien se passer". Mill Reef remporte la course par dix longueurs devant Green God, sacré meilleur sprinter l'année suivante. Il s'impose ensuite dans les Imperial Stakes avant de conclure sa saison par une victoire dans les importants Dewhurst Stakes (1 400 mètres) à Newmarket, par quatre longueurs.
Dans une génération de deux ans exceptionnelle, il est classé en fin d'année une livre derrière My Swallow, qui a réalisé l'exploit de remporter les sept courses qu'il a disputées, dont les plus prestigieuses du programme français, mais une livre devant un autre phénomène, Brigadier Gerard.

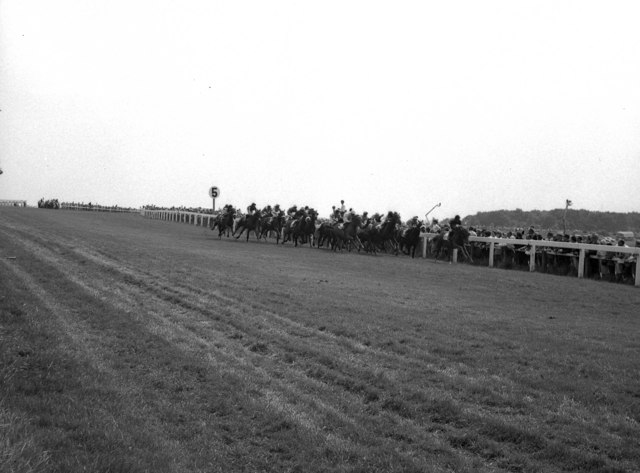
Le Derby d'Epsom 1971

En 1971, Mill Reef effectue sa rentrée dans les Greenham Stakes, qu'il remporte facilement. Il dispute ensuite les 2000 Guinées à Newmarket sur 1 600 mètres, où sont alignés également My Swallow et Brigadier Gerard. Dans cette course d'un niveau exceptionnel (c'est la seule fois de l'histoire où s'affrontent deux chevaux ayant obtenu à l'issue de leur carrière un rating Timeform supérieur à 140), il prend sa revanche sur My Swallow, mais il doit s'incliner devant Brigadier Gerard qui dépasse comme une flèche les deux autres poulains à la lutte, pour devancer Mill Reef de trois longueurs. Il est vrai que Brigadier Gerard était sur sa distance de prédilection, lui qui a été considéré comme le meilleur miller de l'histoire jusqu'à l'avènement de Frankel, et qui détient encore aujourd'hui le troisième plus haut rating Timeform de l'histoire, 144, une livre derrière Sea Bird, 145, et trois derrière Frankel, 147.
Ayant la tenue suffisante pour être aligné sur 2 400 mètres, Mill Reef se couvre ensuite de gloire en remportant une série de courses parmi les plus prestigieuses. Il s'impose d'abord facilement dans le Derby d'Epsom. Le mois suivant, il enchaîne avec une victoire dans les Eclipse Stakes sur 2 000 mètres, puis dans les King George VI and Queen Elizabeth Diamond Stakes à Ascot, par six longueurs, ce qui reste encore aujourd'hui l'un des écarts les plus importants enregistrés à l'arrivée de cette course.
Il termine son extraordinaire saison par une victoire par trois longueurs lors du Prix de l'Arc de Triomphe, en octobre, devant la très bonne lauréate du Prix de Diane, Pistol Packer, et avec le nouveau record de l'épreuve à la clé. Timeform lui attribue alors un rating de 141, soit à ce jour le septième plus élevé de l'histoire de cette classification.
En 1972, à quatre ans, pour sa rentrée en avril, il remporte le Prix Ganay à Longchamp, officiellement par dix longueurs, mais la photo finish montre qu'il faudrait bien plutôt en compter douze. Aligné dans la Coronation Cup à Epsom, il s'impose de justesse bien que souffrant d'une rhinopneumonie. Ce problème de santé l'empêche de prendre le départ des Eclipse Stakes où il devait retrouver Brigadier Gerard. La "course du siècle" est reportée à la Benson and Hedges Gold Cup mais, rebelote, Mill Reef a le jarret enflé et décline la lutte. Le Brigadier était prenable ce jour-là, puisqu'il a été battu par son cadet Roberto, qui lui a infligé la seule défaite de sa carrière. Mais il était écrit que la revanche des 2000 Guinées n'aurait jamais lieu. Car tandis que Mille Reef, une fois rétabli, se prépare à disputer à nouveau l'Arc de Triomphe pour un premier doublé depuis Ribot en 1955-1956, il se blesse gravement lors d'un simple galop d'entraînement en août. Une fracture de l'antérieur est diagnostiquée. Après une opération délicate de sept heures, la vie de Mill Reef est sauvée, mais sa carrière de course est terminée et il est envoyé au haras. Mill Reef reste dans les mémoires un champion d'exception au sein d'une génération 68 bénie, capable, et ce n'est pas si courant, d'aller dans tous les terrains. En 2021, il rejoint son compère Brigadier Gerard au sein du Hall of Fame des courses britanniques. 

### Résumé de carrière
| Date         | Hippodrome       | Pays        | Course                                  | Statut      | Distance    | Jockey      | Place       | Écart       | Vainqueur ou deuxième |
| 1970, 2 ans  | 1970, 2 ans      | 1970, 2 ans | 1970, 2 ans                             | 1970, 2 ans | 1970, 2 ans | 1970, 2 ans | 1970, 2 ans | 1970, 2 ans | 1970, 2 ans           |
| ------------ | ---------------- | ----------- | --------------------------------------- | ----------- | ----------- | ----------- | ----------- | ----------- | --------------------- |
| 13 mai       | Salisbury        | Royaume-Uni | Salisbury Stakes                        |             | 1 000 m     | G. Lewis    | 1er / 11    | 4           | Fireside Chat         |
| 17 juin      | Ascot            | Royaume-Uni | Coventry Stakes                         | Gr. 2       | 1 200 m     | G. Lewis    | 1er / 5     | 6           | Cromwell              |
| 20 juillet   | Maisons-Laffitte | France      | Prix Robert Papin                       | Gr. 1       | 1 100 m     | G. Lewis    | 2e / 7      | cte tête    | My Swallow            |
| 20 août      | York             | Royaume-Uni | Gimcrack Stakes                         | Gr. 2       | 1 200 m     | G. Lewis    | 1er / 8     | 10          | Green God             |
| 19 septembre | Kempton          | Royaume-Uni | Imperial Stakes                         |             | 1 200 m     | G. Lewis    | 1er / 9     | 1           | Hecla                 |
| 28 mars      | Newmarket        | Royaume-Uni | Dewhurst Stakes                         | Gr. 1       | 1 400 m     | G. Lewis    | 1er / 3     | 4           | Wenceslas             |
| 1971, 3 ans  |                  |             |                                         |             |             |             |             |             |                       |
| 16 avril     | Curragh          | Royaume-Uni | Greenham Stakes                         | Gr. 3       | 1 400 m     | G. Lewis    | 1er / 7     | 4           | Breeder's Dream       |
| 1er mai      | Newmarket        | Royaume-Uni | 2000 Guinées                            | Gr. 1       | 1 600 m     | G. Lewis    | 2e / 6      | 3           | Brigadier Gerard      |
| 2 juin       | Epsom            | Royaume-Uni | Derby                                   | Gr. 1       | 2 400 m     | G. Lewis    | 1er / 21    | 2           | Linden Tree           |
| 3 juillet    | Sandown Park     | Royaume-Uni | Eclipse Stakes                          | Gr. 1       | 2 000 m     | G. Lewis    | 1er/ 6      | 4           | Caro                  |
| 24 juillet   | Ascot            | Royaume-Uni | King George VI & Queen Elizabeth II St. | Gr. 1       | 2 400 m     | G. Lewis    | 1er / 10    | 6           | Ortis                 |
| 3 octobre    | Longchamp        | France      | Prix de l'Arc de Triomphe               | Gr. 1       | 2 400 m     | G. Lewis    | 1er / 18    | 3           | Pistol Packer         |
| 1972, 4 ans  |                  |             |                                         |             |             |             |             |             |                       |
| 30 avril     | Longchamp        | France      | Prix Ganay                              | Gr. 1       | 2 100       | G. Lewis    | 1er / 12    | 10          | Amadou                |
| 8 juin       | Epsom            | Royaume-Uni | Coronation Cup                          | Gr. 1       | 2 400 m     | G. Lewis    | 1er / 5     | tête        | Homeric               |

## Au haras
À l'issue de sa carrière de courses, Mill Reef devient étalons au haras national d'Angleterre à Newmarket où il restera jusqu'à sa mort. Il s'affirme comme un reproducteur de grand talent, sacré deux fois tête de liste des étalons en Angleterre et en Irlande en 1978 et 1987. Parmi ses meilleurs produits : 
- Shirley Heights – vainqueur du Derby d'Epsom et de l'Irish Derby, avant de très bien tracer au haras, via son fils Darshaan et de nombreuses poulinières de talent.
- Reference Point – Racing Post Trophy, Derby d’Epsom, King George, St. Leger Stakes et un rating timeform exceptionnel de 139.
- Doyoun – lauréat des 2.000 Guinées et bon étalon, père de Daylami
- Glint of Gold – Grand Prix de Paris, Grand Prix de Saint-Cloud, Derby italien, Gran Criterium, Grosser Preis von Baden, Preis von Europa
- Lashkari – Breeders' Cup Turf
- Acamas – Prix du Jockey Club, Prix Lupin
- Behera – Prix Saint-Alary, 2e Prix de l'Arc de Triomphe
- Creator – Prix d’Ispahan, Prix Ganay
- Diamond Shoal – Grand Prix de Saint-Cloud, Gran Premio di Milano, Grosser Preis von Baden
- Ibn Bey – Irish St Leger, Gran Premio d’Italia, Preis von Europa, 2e Breeders' Cup Classic

Mill Reef est mort en 1986. Il est enterré dans son haras, sous une statue érigée en sa mémoire.    

## Origines
Mill Reef est un fils de l'Américain Never Bend, meilleur poulain de sa génération à 2 ans (il remporta les Champagne Stakes de 8 longueurs), et placé du Kentucky Derby et des Preakness Stakes. C'était un reproducteur de premier plan, auteur notamment du champion et lui-même excellent étalon Riverman. Sa mère Milan Mill, une fille de Princequillo comme le grand Secretariat, ne put jamais courir en raison d'une grave blessure durant sa jeunesse, mais donna un autre élément de valeur avec Memory Lane (également par Never Bend), qui s'imposa dans un groupe 3, les Princess Elizabeth Stakes. Milan Mill était par ailleurs la sœur d'une pouliche classique, Berkeley Springs, lauréate des Cheveley Park Stakes, deuxième des 1000 Guinées et des Oaks. 

### Pedigree
| Origines de Mill Reef (USA), mâle bai né en 1968 | Origines de Mill Reef (USA), mâle bai né en 1968 | Origines de Mill Reef (USA), mâle bai né en 1968 | Origines de Mill Reef (USA), mâle bai né en 1968 |
| ------------------------------------------------ | ------------------------------------------------ | ------------------------------------------------ | ------------------------------------------------ |
| Père Never Bend                                  | Nasrullah                                        | Nearco                                           | Pharos                                           |
| Père Never Bend                                  | Nasrullah                                        | Nearco                                           | Nogara                                           |
| Père Never Bend                                  | Nasrullah                                        | Mumtaz Begum                                     | Blenheim II                                      |
| Père Never Bend                                  | Nasrullah                                        | Mumtaz Begum                                     | Mumtaz Mahal                                     |
| Père Never Bend                                  | Lalun                                            | Djeddah                                          | Djebel                                           |
| Père Never Bend                                  | Lalun                                            | Djeddah                                          | Djezima                                          |
| Père Never Bend                                  | Lalun                                            | Be Faithful                                      | Bimelech                                         |
| Père Never Bend                                  | Lalun                                            | Be Faithful                                      | Bloodroot                                        |
| Mère Milan Mill                                  | Princequillo                                     | Prince Rose                                      | Rose Prince                                      |
| Mère Milan Mill                                  | Princequillo                                     | Prince Rose                                      | Indolence                                        |
| Mère Milan Mill                                  | Princequillo                                     | Cosquilla                                        | Papyrus                                          |
| Mère Milan Mill                                  | Princequillo                                     | Cosquilla                                        | Quick Thought                                    |
| Mère Milan Mill                                  | Virginia Water                                   | Count Fleet                                      | Reigh Count                                      |
| Mère Milan Mill                                  | Virginia Water                                   | Count Fleet                                      | Quickly                                          |
| Mère Milan Mill                                  | Virginia Water                                   | Red Ray                                          | Hyperion                                         |
| Mère Milan Mill                                  | Virginia Water                                   | Red Ray                                          | Infra Red (famille 22-d)                         |